# Мнайдра
Мнайдра (мальт. Mnajdra) — мегалитический храмовый комплекс, обнаруженный на южном побережье острова Мальта в Средиземном море. Мнайдра расположена примерно в 0,5 км от другого известного мегалитического храма, Хаджар-Ким. Мнайдра сооружена примерно в 4 тысячелетии до н. э. Раскопки храмов в Мнайдре проводились под руководством Дж. Вэнса в 1840 г., всего через год после открытия Хаджар-Кима. В 1871 году Джеймс Фергюссон составил первый план сооружений в Мнайдре, который содержал большое количество ошибок. В 1901 году д-р Альберт Майр составил первый точный план, основанный на его собственных исследованиях. В 1910 году д-р Томас Эшби провёл дополнительные раскопки и собрал важные артефакты. При раскопках в 1949 году были обнаружены две небольшие статуи, две большие чаши, орудия и один большой круглый камень, который, вероятно, использовался для перемещения блоков храма.
В 1992 ЮНЕСКО включила Мегалитические храмы Мальты, в том числе Мнайдру, в список Всемирного наследия.

## Внешний вид

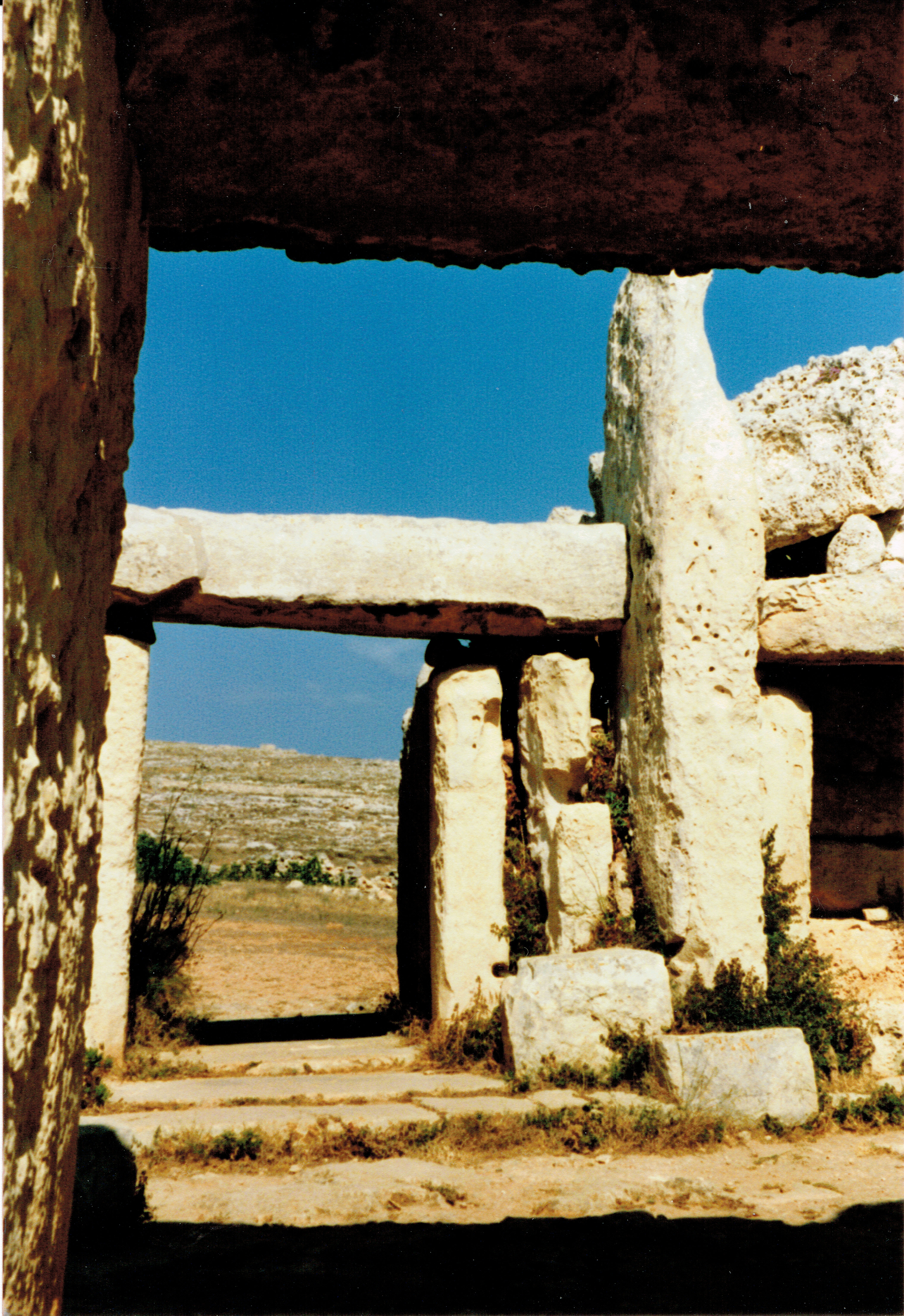
Интерьер мегалитического храма Мнайдра

Мнайдра состоит из блоков кораллового известняка — гораздо более твёрдого, чем глобигериновый известняк, использованный для сооружения храма Хаджар-Ким. Мнайдра выложена методом ступенчатой кладки из небольших камней, а также содержит балочно-стоечные конструкции из крупных плит известняка.
Планировка Мнайдры в виде клеверного листа выглядит более правильной, чем у храма Хаджар-Ким, и напоминает более ранний комплекс Джгантия. Доисторическое сооружение состоит из 3-х стоящих вплотную друг к другу, но не соединённых переходами храмов: верхнего, среднего и нижнего.
Верхний храм — древнейшее сооружение комплекса Мнайдра, датируется периодом Джгантия (3600-3200 гг. до н. э.). Он представляет собой трёхапсидное здание, дверной проход которого выглядит в виде отверстия, вырубленного в крупной известняковой плите, установленной вертикально; такой же тип конструкций характерен и для других мегалитических порталов Мальты. Этот храм первоначально, по-видимому, имел сводчатый потолок, однако в настоящее время сохранилось лишь основание потолка на вершинах стен. Камни, служащие к качестве опорных столбов, были украшены отверстиями, просверленными в виде горизонтальных рядов на внутренней поверхности.
Средний храм был сооружён в поздний Таршиенский период (3150 — 2500 гг. до н. э.) и является самым молодым из зданий комплекса Мнайдра. Он состоит из каменных плит, на вершинах которых расположены горизонтальные ряды камней.
Нижний храм, сооружённый в ранний Таршиенский период, является наиболее впечатляющим из всех мальтийских мегалитических храмов. Перед ним были расположены просторный передний двор с каменными скамьями, входной коридор, образованный горизонтальными плитами, одна из которых сохранилась, а также останки крыши, вероятно, раньше имевшей купол. Храм украшен спиралевидными вырезанными узорами и зубцами, в плитах вырезаны окна.

## Назначение
Самый нижний из храмов имеет астрономическую ориентировку и предположительно использовался с астрономическими или календарными целями. Во время весеннего и осеннего равноденствий солнечный свет просвечивает через главный портал и освещает основную ось здания. Во время солнцестояния солнечный свет освещает края мегалитов слева и справа от портала.
Несмотря на отсутствие письменных источников, которые могли бы рассказать о назначении сооружений, археологи сделали выводы о назначении храмов, исходя из обнаруженных в них церемониальных объектов: жертвенных кремнёвых ножей и отверстий для канатов, видимо, для удержания жертвенных животных (поскольку там же обнаружены различные кости животных). Эти сооружения не использовались как гробницы, поскольку человеческих останков в них не обнаружено. В храмах обнаружена каменная мебель, например, скамейки и столы.

## Галерея изображений

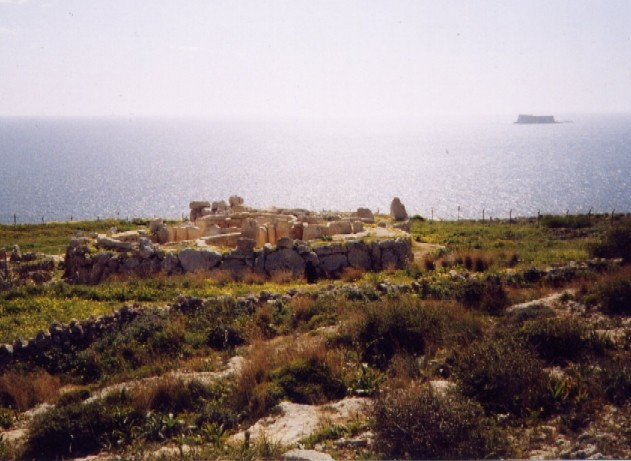
Общий вид Мнайдры
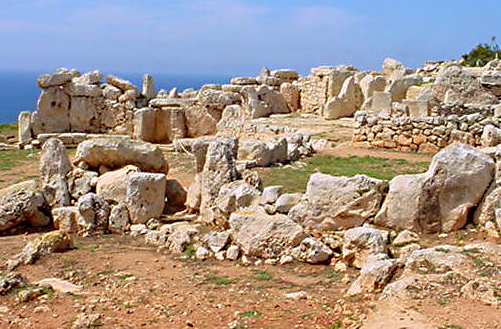
Руины верхнего (более древнего) храма
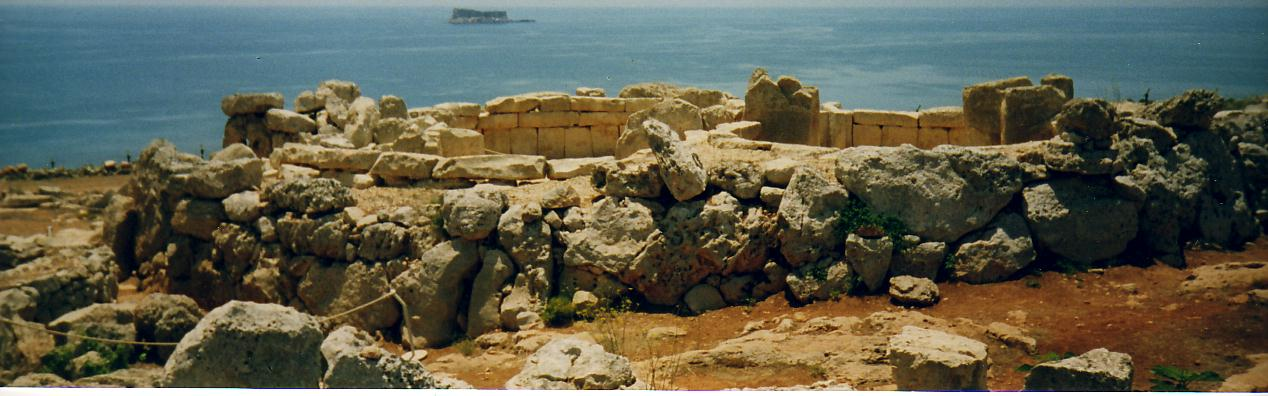
Руины Мнайдры
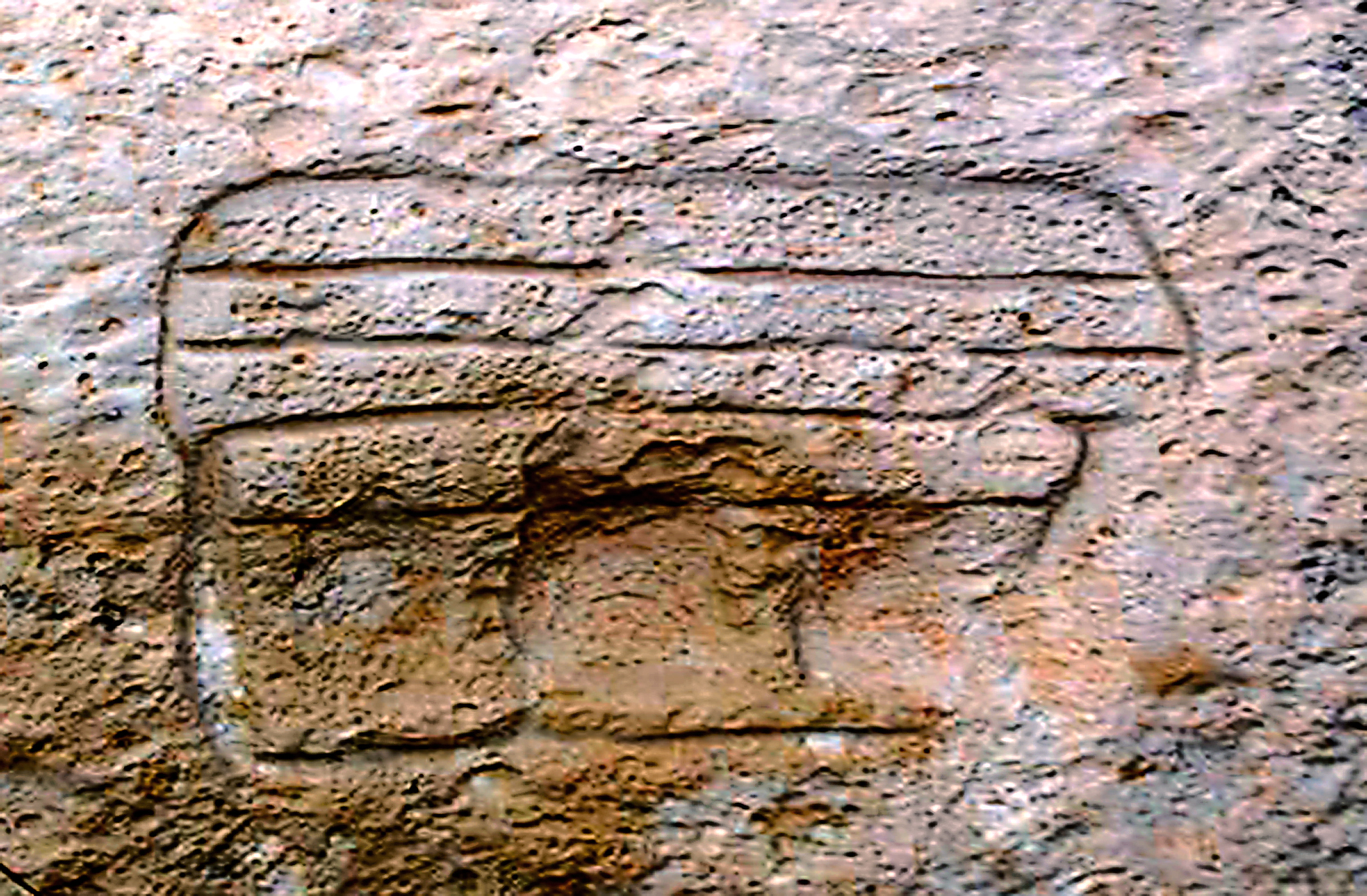
Граффито, изображающее мегалитический храм с крышей в Мнайдре
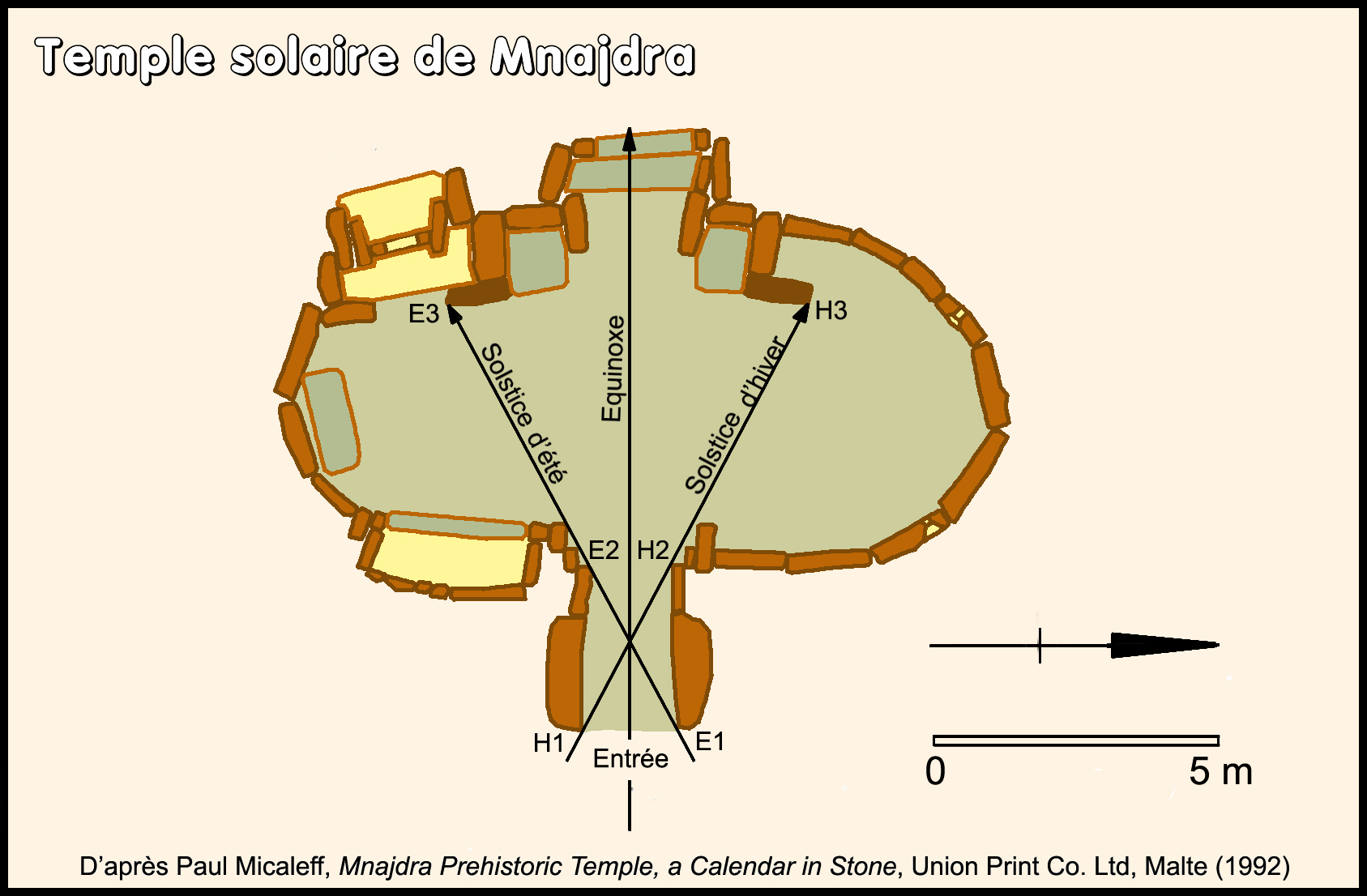
Солнечный храм Мнайдра
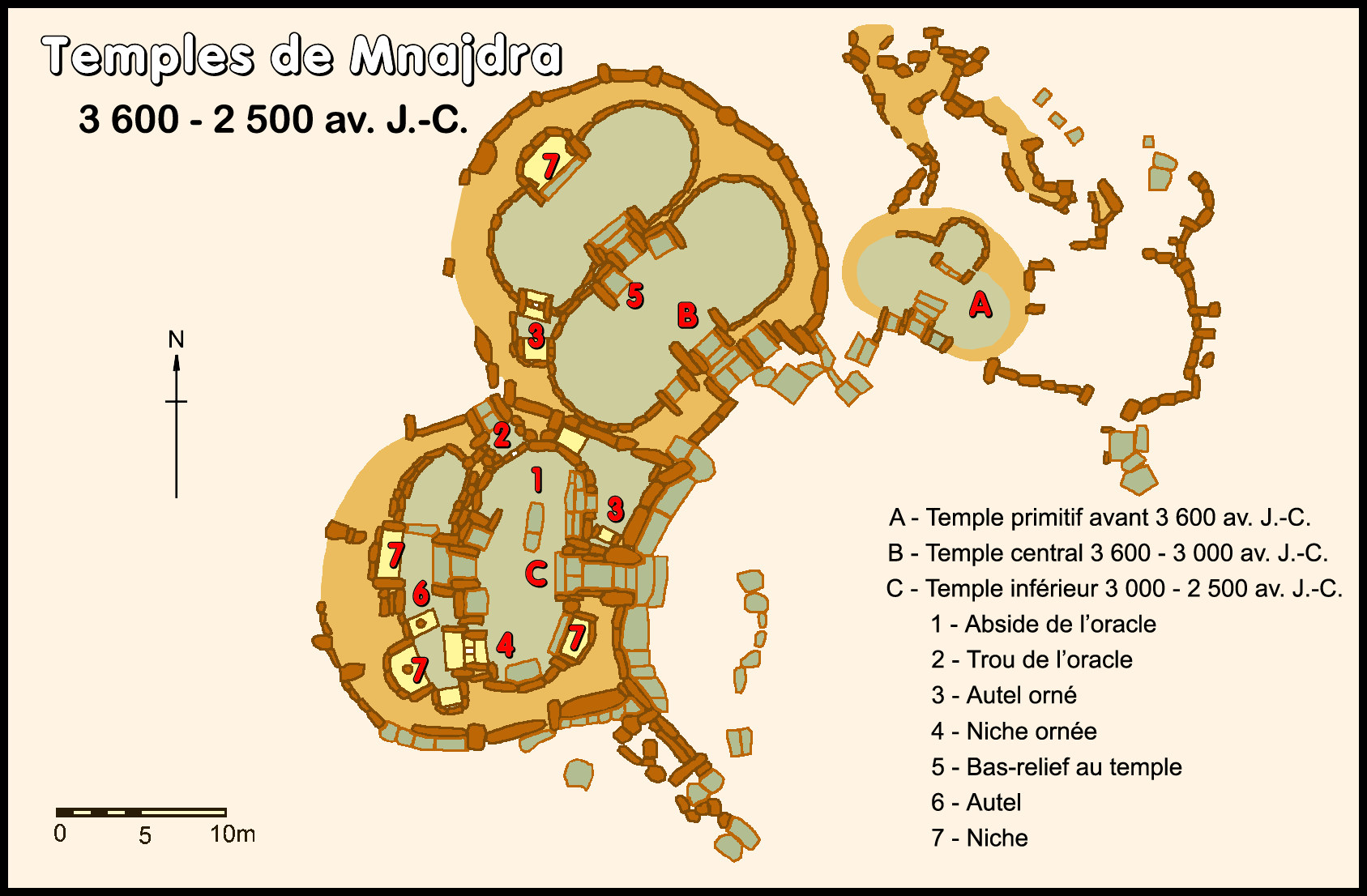
План Мнайдры